# Кулаєв Нурпаша Абуркашевич
Нурпаша Абуркашевич Кулаєв (нар. 28 жовтня 1980, Енгеной, Ножай-Юртовський район, Чечено-Інгушська АРСР, РРФСР, СРСР) — чеченський терорист, єдиний що залишився в живих з банди, що захопила 1 вересня 2004 року школу № 1 в Беслані. Засуджений до вищої міри покарання у вигляді довічного позбавлення волі.

## Біографія
Нурпаша Кулаєв народився в Енгеної в Чечні в 1980 році. Його мати (Ажмані) і батько (Обург-Хадж) повернулися із заслання до Казахстану в 1956 р., куди чеченці були депортовані за Йосипа Сталіна. Нурпаша та його десять братів і сестер виросли в Енгені, де його мати працювала на плантації тютюну, а батько був робітником радгоспу. Його брат Хан-паша, який був на дев'ять років старший за нього, відвідував школу Корану, що, можливо, призвело його до участі у захопленні заручників у Беслані. Нурпаша відвідував середню школу та навчався теслярству. Він був безробітний до арешту 3 вересня 2004 року. 
Його брат Хан-паша брав участь у захопленні у Беслані і загинув під час штурму.

## Справа Нурпаші Кулаєва
Кулаєв перебував у складі терористичної групи, що захопила школу № 1 у Беслані 1 вересня 2004 року. 3 вересня в школі відбулися вибухи, заручники стали розбігатися, і федеральними силами був зроблений штурм будівлі. Кулаєв спробував змішатися із заручниками на виході з їдальні, де з вікна були зірвані решітки, але був затриманий.
Активно співпрацював зі слідством під час розслідування теракту. Справу самого Кулаєва було виділено в окреме провадження, і 17 травня 2005 року він постав перед судом. 26 травня 2006 року Верховний суд Північної Осетії визнав Кулаєва винним по ряду статей, включаючи тероризм, захоплення заручників, убивство двох або більше осіб, незаконне виготовлення зброї та посягання на життя співробітників правоохоронних органів. Кулаєв був засуджений до смертної кари, але через мораторій на даний вид покарання, остаточна міра була змінена на довічне ув'язнення в колонії особливого режиму. Оскільки Кулаєв був відсутній у Верховному суді Росії на розгляді касаційної скарги на вирок, винесений Верховним судом Північної Осетії, виникли підозри, що він уже мертвий, але Федеральна служба виконання покарань спростувала цю гіпотезу.
Спочатку Кулаєв відбував покарання у колонії на острові Вогняний, але потім був етапований в колонію «Полярна сова», розташовану в селищі Харп Приуральського району Ямало-Ненецького автономного округу. У колонії спочатку містився в одній камері з «бітцевським маніяком» Олександром Пічушкіним. Був переведений в іншу камеру після того, як Пічушкін почав погрожувати йому вбивством.
Одружений, має двоє дітей.